# Kirishima-Kinkōwan-Nationalpark
Der Kirishima-Kinkōwan-Nationalpark (japanisch 霧島錦江湾国立公園, Kirishima Kinkōwan Kokuritsu Kōen) ist ein japanischer Nationalpark auf Kyūshū. Teile des Parks liegen jeweils in den beiden Präfekturen Miyazaki und Kagoshima.

## Geschichte
Der Nationalpark wurde bereits 1934 zusammen mit dem Unzen-Amakusa-Nationalpark auf Kyūshū und dem Setonaikai-Nationalpark um die Seto-Inlandsee gegründet. Damit gehört er zu den ältesten Nationalparks Japans. Am 16. März 1964 wurde dem Park das Schutzgebiet um die Insel Yakushima hinzugefügt, der damit zum Kirishima-Yaku-Nationalpark (霧島屋久国立公園, Kirishima Yaku Kokuritsu Kōen) wurde. Am 16. März 2012 jedoch wurde Yakushima wieder als eigenständiger Nationalpark (Yakushima-Nationalpark) ausgegliedert und der Kirishima-Yaku-Nationalpark zum Kirishima-Kinkōwan-Nationalpark umbenannt. Das japanische Umweltministerium ist für die Verwaltung der Nationalparks zuständig.

## Parkgebiet

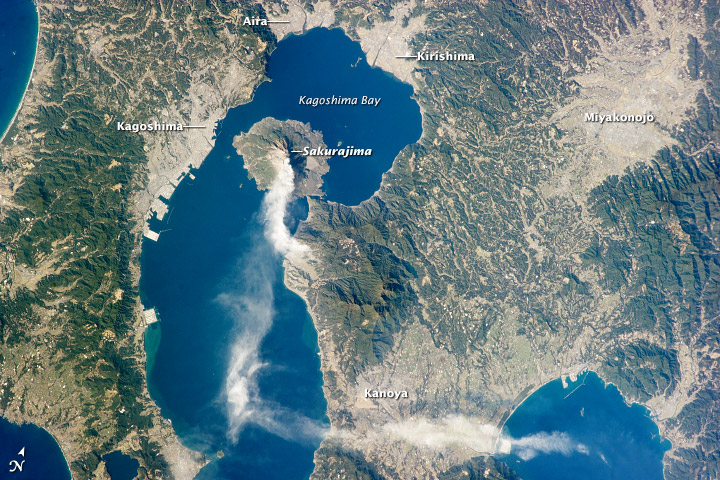
Satellitenbild der Kagoshima-Bucht

Der Park teilt sich in folgende Teilgebiete auf:
- Kirishima-Vulkangruppe: u. a. Shinmoe-dake (1421 m, letzter Ausbruch 2011[2]), Karakuri-dake (1700 m), Hinamori-dake (1344 m) und Takachiho-no-mine (1573 m)
- Vulkaninsel Sakurajima (1117 m) und der Shigetomi-Strand in der Kinkō-Bucht (auch Kagoshima-Bucht)
- Küste der Kinkō-Bucht von Chiringashima bis Kapp Sata, inklusive des Schichtvulkans Kaimon-dake (924 m) und Flächen um die Seen Ikeda und Unagi auf der Westseite der Bucht
- Takatoge Pass mit Ausblick auf Sakurajima und die Kinkō-Bucht

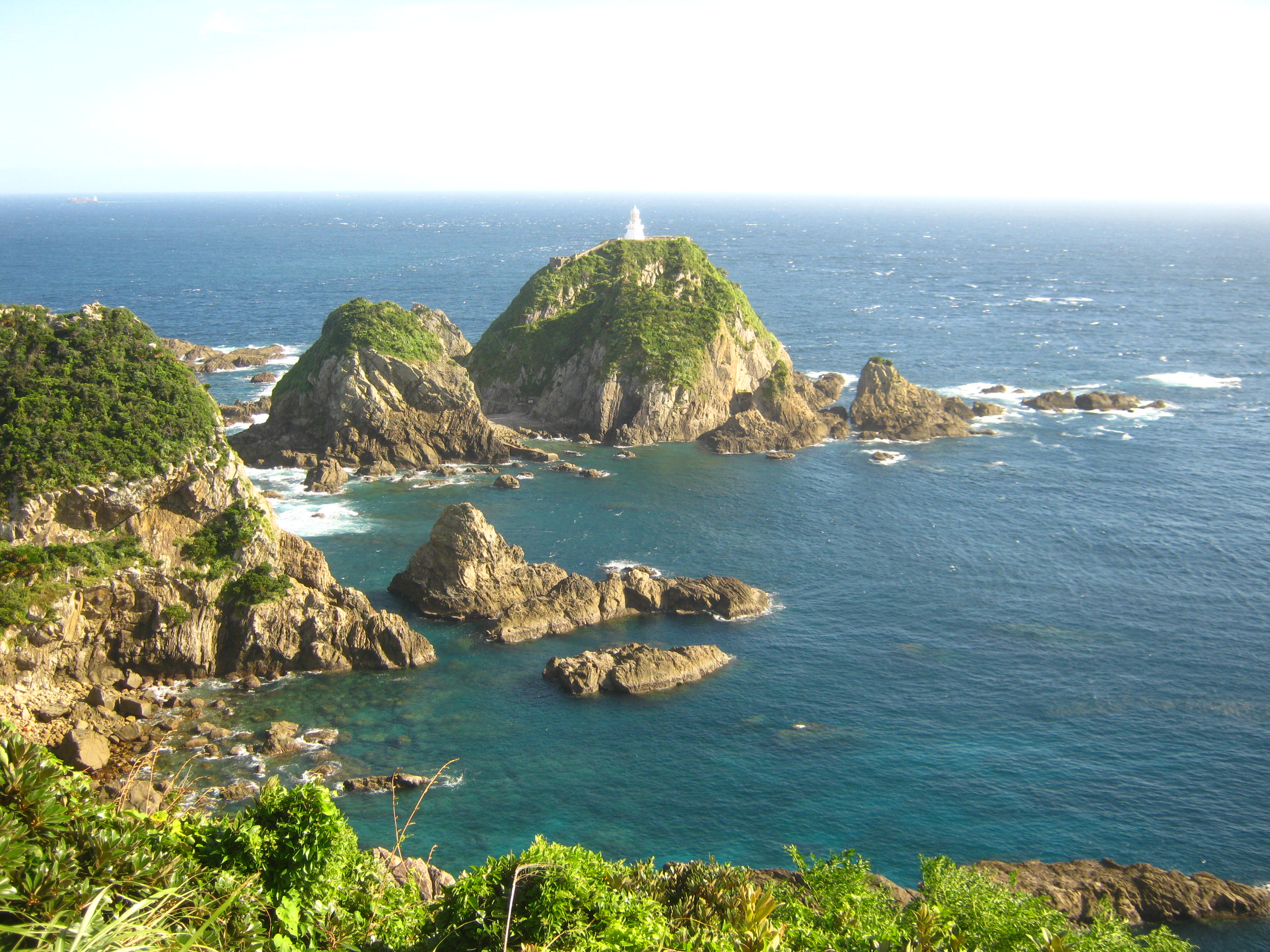
Kap Sata an der Südspitze der Kinkō-Bucht

## Flora und Fauna
Der Nationalpark bietet einen Lebensraum für eine Vielzahl an Tier- und Pflanzenarten, darunter viele seltene Vogel- und Insektenarten, wie die vom Aussterben bedrohte Libellenart Libellula angelina.

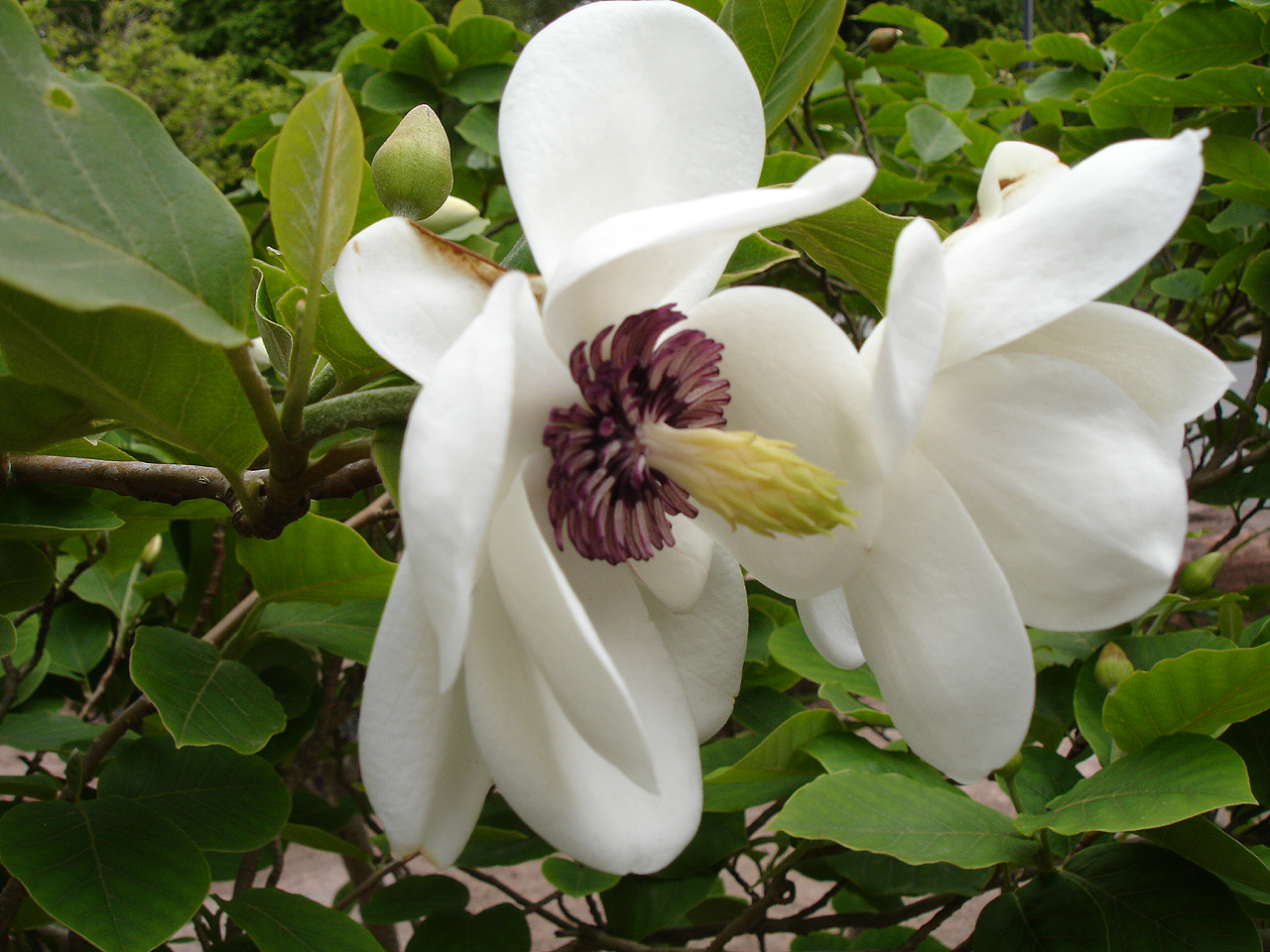
Sommer-Magnolie (Magnolia sieboldii ssp. japonica)
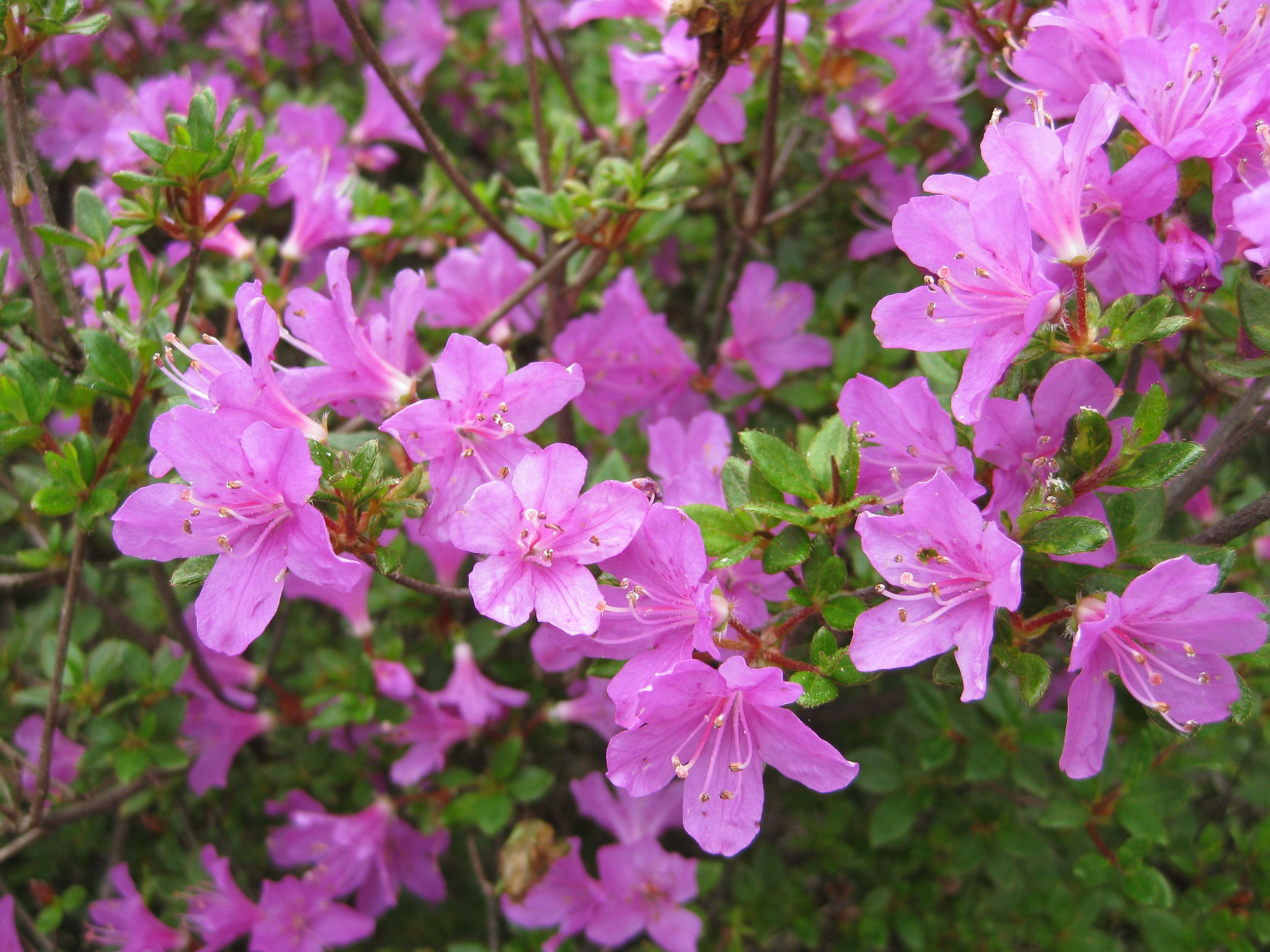
Rhododendron kiusianum
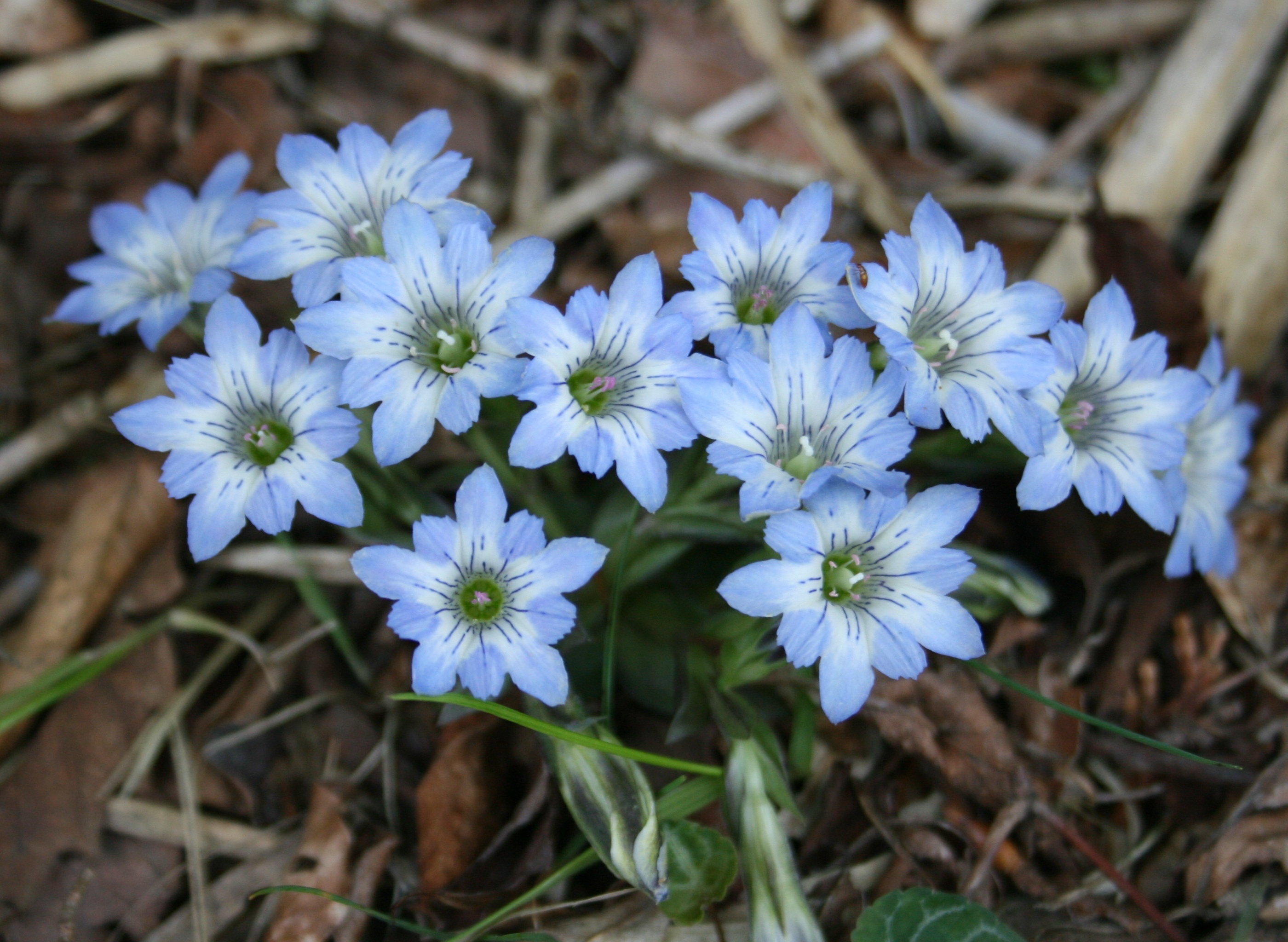
Gentiana thunbergii
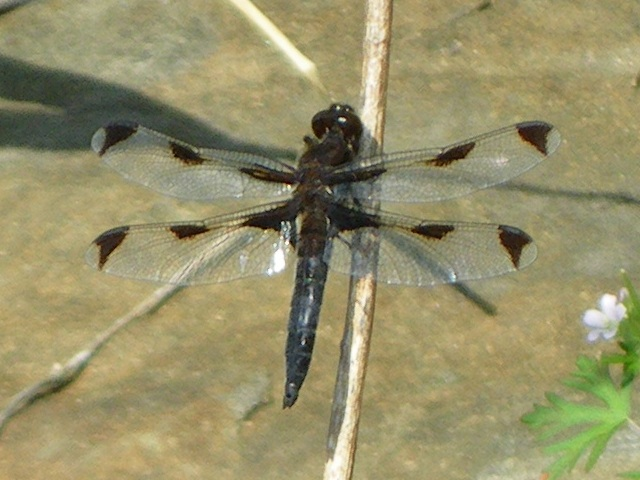
Libellula angelina

## Tourismus
Die jährlichen Besucherzahlen standen zuletzt bei 12,1 Millionen (Stand 2013).